# هربرت هايوود
هربرت هايوود (بالإنجليزية: Herbert Heywood)‏ هو ممثل أمريكي، ولد في 1 فبراير 1881 في شيكاغو في الولايات المتحدة، وتوفي في 15 سبتمبر 1964 في فان نويس في الولايات المتحدة.

## وصلات خارجية
- هربرت هايوود على موقع IMDb (الإنجليزية)
- هربرت هايوود على موقع أول موفي (الإنجليزية)
- هربرت هايوود على موقع قاعدة بيانات برودواي على الإنترنت (الإنجليزية)
- هربرت هايوود على موقع قاعدة بيانات الأفلام السويدية (السويدية)
- هربرت هايوود على موقع قاعدة بيانات الفيلم (الإنجليزية)
- هربرت هايوود على موقع كينوبويسك (الروسية)